# Rhodamnia whiteana
Rhodamnia whiteana är en myrtenväxtart som beskrevs av Gordon P. Guymer och L.W. Jessup. Rhodamnia whiteana ingår i släktet Rhodamnia och familjen myrtenväxter. Inga underarter finns listade i Catalogue of Life.